# TechnoBrass
TechnoBrass est une fanfare brésilienne de techno, originaire de Rio de Janeiro. C'est un septette composé de quatre Brésiliens, deux Français et un Argentin.

## Histoire
Le groupe est formé en 2017, après une expérience de « techno bloco », un bloco au carnaval de Rio en 2016 où les musiciens reprenaient de l'EDM avec des cuivres et des percussions brésiliennes. Le groupe commence à se produire en festival, puis à organiser ses propres soirées à Rio. À l'été 2019, ils partent en tournée en France,, et sortent leur premier single, Dark Brejo, à la fin de l'année. En 2022, ils reviennent en tournée en Europe et sortent leur premier EP.

## Style musical
TechnoBrass s'inspire à la fois de l'électro et de la musique brésilienne. L'énergie de la fanfare, de la musique de rue et du carnaval est mêlée à des morceaux techno avec des boucles répétitives. Le groupe peut jouer avec ou sans instruments électroniques (pad, monotron...).
Tous les morceaux sont des compositions collectives, basés sur des improvisations.

## Membres
- Rodrigo Daniel - tuba
- Tom Huet - soubassophone
- Raphaël Cardoso - trompette
- Marcelo Azevedo et Gabriel Barbosa - batterie et percussions
- Alejandro Gomila - saxophone
- Clément Mombereau - trombone[6]

## Discographie
- 2017 : Dark Brejo (single)
- 2018 : Pedra (single)
- 2018 : Palhaço (single)
- 2018 : Praia (Ao Vivo) (single)
- 2019 : Rise Up (single)
- 2022 : Tokyo (single)
- 2022 : TechnoBrass (EP)